# 欣布拉河
13°38′10″N 39°19′41″E / 13.636°N 39.328°E

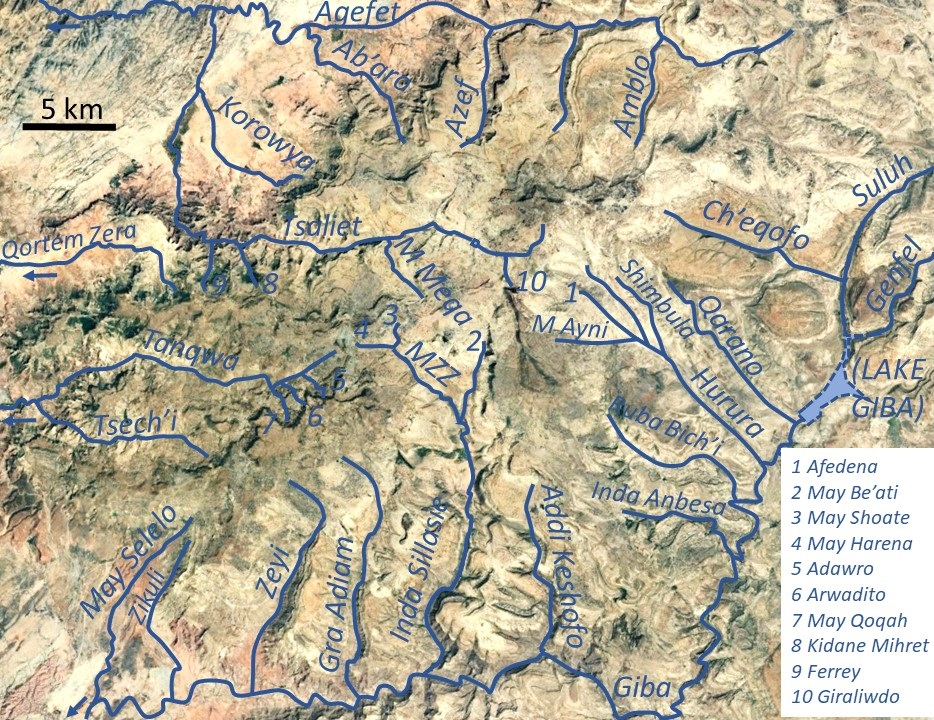

欣布拉河是埃塞俄比亞的河流，位於該國北部，處於提格雷州，屬於尼羅河流域的一部分，河道全長10.5公里，最終注入胡魯拉河，河床上的巨石和鵝卵石可能來自流域上游。